# Opuntia stenarthra
Opuntia stenarthra är en kaktusväxtart som beskrevs av Karl Moritz Schumann. Opuntia stenarthra ingår i släktet fikonkaktusar, och familjen kaktusväxter. Inga underarter finns listade i Catalogue of Life.